# Пјано ди Корте (Терамо)
Пјано ди Корте (итал. Piano di Corte) је насеље у Италији у округу Терамо, региону Абруцо.
Према процени из 2011. у насељу је живело 69 становника. Насеље се налази на надморској висини од 115 м.